# Derek Brunson
Derek T Brunson (Wilmington, Carolina del Norte, Estados Unidos; 4 de enero de 1984) es un artista marcial mixto estadounidense que actualmente compite en la categoría de peso medio de Ultimate Fighting Championship. Actualmente, Brunson se encuentra como el peso medio #8 en los rankings oficiales de UFC.

## Carrera en artes marciales mixtas

### Strikeforce
Brunson hizo su debut de Strikeforce el 24 de junio de 2011 en Strikeforce Challengers: Fodor vs. Terry contra invicto Jeremy Hamilton. Ganó la pelea por decisión unánime.
En un rápido cambio, Brunson luchó su segunda pelea por Strikeforce poco más de un mes después de su debut. Se enfrentó a Lumumba Sayers en la cartelera de Strikeforce: Fedor vs Henderson el 30 de julio de 2011. Ganó la pelea a través de la sumisión en la primera ronda.
La próxima pelea de Brunson fue el 18 de noviembre de 2011 en Strikeforce Challengers: Britt vs Sayers contra Nate James. Ganó la pelea por decisión unánime.
Brunson debía enfrentar a Ronaldo Souza el 3 de marzo de 2012 en Strikeforce: Tate vs. Rousey. Sin embargo, la Comisión Atlética del Estado de Ohio negó su licencia de pelea basada en un examen ocular que había presentado. Derek luchó usando los contactos en todos sus combates pero Ohio tiene una regla contra esto. Derek programó inmediatamente un procedimiento de Lasik y se espera que se pierda unas 6 semanas. Brunson más tarde se enfrentó a Souza el 18 de agosto de 2012 en Strikeforce: Rousey vs Kaufman y fue derrotado por KO en la 1 ª ronda.

### Ultimate Fighting Championship
Brunson hizo su debut en UFC reemplazando a un lesionado Karlos Vemola contra Chris Leben el 29 de diciembre de 2012 en UFC 155. A pesar de ser un reemplazo tardío y pesado derrochador, Brunson utilizó su lucha superior para derrotar a Leben por decisión unánime.
Brunson debía enfrentarse a Yoel Romero el 31 de agosto de 2013 en el UFC 164, pero finalmente fue forzado a abandonar la tarjeta con una lesión.
Brunson debía enfrentar a Antonio Braga Neto el 6 de noviembre de 2013 en UFC Fight Night 31. Sin embargo, Neto se retiró de la pelea citando una lesión y fue reemplazado por Brian Houston. Brunson ganó la pelea de manera impresionante temprano, con una presentación de estrangulación trasera desnuda.
La pelea con Romero fue reprogramada para el 15 de enero de 2014 en UFC Fight Night 35. Después de ganar las dos primeras rondas, Brunson fue noqueado por un gancho de izquierda y perdió la pelea por TKO debido a los codos en el suelo en la tercera ronda. Ambos luchadores ganaron el premio a Pelea de la Noche de $ 50,000.
El 15 de febrero de 2014 se anunció que Brunson ha firmado un contrato de cuatro peleas con UFC.
Brunson debía enfrentar a Lorenz Larkin el 2 de agosto de 2014 en UFC 176. Después de UFC 176 fue cancelado, Larkin vs. Brunson fue reprogramado y tuvo lugar el 30 de agosto de 2014 en UFC 177.  Brunson ganó la pelea por decisión unánime.
Brunson debía enfrentarse a Ed Herman el 13 de diciembre de 2014 en UFC on Fox 13. Sin embargo, la pelea fue desechada horas antes, ya que Brunson fue golpeado con una dolencia estomacal. Posteriormente, el combate con Herman fue reprogramado y tuvo lugar el 31 de enero de 2015 en UFC 183. Brunson ganó la lucha a través de TKO en la primera ronda.
Brunson se enfrentó a Sam Alvey el 8 de agosto de 2015 en UFC Fight Night 73. Ganó la lucha a través de TKO en la primera ronda.
Brunson enfrentó a Roan Carneiro el 21 de febrero de 2016 en UFC Fight Night 83. Ganó la pelea a través de TKO, ganando su tercera parada consecutiva TKO en la primera ronda.
Brunson se enfrentó a Uriah Hall el 17 de septiembre de 2016 en UFC Fight Night 94. Brunson ganó la lucha a través de TKO en la primera ronda después de caer Hall con un gancho de izquierda y lo terminó con una ráfaga de golpes.
Brunson se enfrentó a Robert Whittaker el 27 de noviembre de 2016, en UFC Fight Night 101. Perdió la pelea por TKO en la primera ronda. Ambos participantes recibieron el premio de Pelea de la Noche.
Brunson se enfrentó a Anderson Silva el 11 de febrero de 2017 en UFC 208. Perdió la pelea por una controvertida decisión unánime. A pesar de la derrota, 20 de 24 medios de comunicación anotaron la pelea a favor de Brunson.
Brunson peleó contra Dan Kelly el 11 de junio de 2017 en UFC Fight Night 110. Ganó la pelea por KO en la primera ronda.
Brunson se enfrentó a Lyoto Machida el 28 de octubre de 2017 en UFC Fight Night 119. Ganó la pelea por nocaut en la primera ronda. Esta victoria también le valió a Brunson el premio extra a la Actuación del a Noche.
El 27 de enero de 2018, tuvo lugar una revancha contra Ronaldo Souza, en el evento principal de UFC on Fox 27. Brunson perdió la pelea por nocaut técnico en el primer asalto.
Se esperaba que Brunson se enfrentara a Antônio Carlos Júnior el 4 de agosto de 2018 en UFC 227. Sin embargo, Brunson se retiró de la pelea a principios de julio debido a una lesión en el ojo.
Brunson se enfrentó a Israel Adesanya el 3 de noviembre de 2018 en UFC 230. Perdió la pelea por nocaut técnico en el primer asalto.
Brunson se enfrentó a Elias Theodorou el 4 de mayo de 2019 en UFC Fight Night 151. Ganó la pelea por decisión unánime.
Brunson se enfrentó a Ian Heinisch el 17 de agosto de 2019 en UFC 241. Ganó la pelea por decisión unánime.
En diciembre de 2019, Brunson anunció en sus redes sociales que había firmado un nuevo contrato de seis peleas con UFC.
Se esperaba que Brunson se enfrentara a Edmen Shahbazyan el 7 de marzo de 2020 en UFC 248. Sin embargo, el 20 de febrero se anunció que la pelea había sido reprogramada y tendría lugar el 11 de abril de 2020 en UFC Fight Night: Overeem vs. Harris. Debido a la pandemia de COVID-19, el evento finalmente se pospuso. La pelea finalmente se programó para el 1 de agosto de 2020 en UFC Fight Night: Brunson vs. Shahbazyan. Ganó la pelea por nocaut técnico en la tercera ronda.
Brunson se enfrentó a Kevin Holland el 20 de marzo de 2021 en UFC on ESPN 21. Ganó la pelea por decisión unánime.
Brunson se enfrentó a Darren Till el 4 de septiembre de 2021 en UFC Fight Night: Brunson vs.Till. Ganó la pelea por sumisión en la tercera ronda.
Brunson se enfrentó a Darren Till el 4 de septiembre de 2021, en UFC Fight Night: Brunson vs. Till. Ganó el combate por estrangulamiento por detrás en el tercer asalto.

## Campeonatos y logros
- Ultimate Fighting Championship
  - Pelea de la Noche (dos veces)

## Récord en artes marciales mixtas
| Récord profesional | Récord profesional | Récord profesional |
| 33 peleas          | 24 victorias       | 9 derrotas         |
| ------------------ | ------------------ | ------------------ |
| Nocaut             | 12                 | 7                  |
| Sumisión           | 4                  | 0                  |
| Decisión           | 8                  | 2                  |

| Resultado | Récord | Oponente          | Método                                 | Evento                                    | Fecha                    | Ronda | Tiempo | Localización                                     | Notas                  |  |
| --------- | ------ | ----------------- | -------------------------------------- | ----------------------------------------- | ------------------------ | ----- | ------ | ------------------------------------------------ | ---------------------- |  |
| Derrota   | 23-9   | Dricus du Plessis | TKO (Parada por su esquina)            | UFC 285                                   | 4 de marzo de 2023       | 2     | 4:59   | Las Vegas, Nevada                                |                        |  |
| Derrota   | 23-8   | Jared Cannonier   | KO (puñetazos y codazos)               | UFC 271                                   | 12 de febrero de 2022    | 2     | 4:29   | Houston, Texas                                   |                        |  |
| Victoria  | 23-7   | Darren Till       | Sumisión (estrangulamiento por detrás) | UFC Fight Night: Brunson vs. Till         | 4 de septiembre de 2021  | 3     | 2:13   | Las Vegas, Nevada                                |                        |  |
| Victoria  | 22-7   | Kevin Holland     | Decisión (unánime)                     | UFC on ESPN: Brunson vs. Holland          | 20 de marzo de 2021      | 5     | 5:00   | Las Vegas, Nevada                                |                        |  |
| Victoria  | 21–7   | Edmen Shahbazyan  | TKO (Golpes)                           | UFC Fight Night: Brunson vs. Shahbazyan   | 1 de agosto de 2020      | 3     | 0:26   | Las Vegas, Nevada                                |                        |  |
| Victoria  | 20–7   | Ian Heinisch      | Decisión (unánime)                     | UFC 241                                   | 17 de agosto de 2019     | 3     | 5:00   | Anaheim, California                              |                        |  |
| Victoria  | 19–7   | Elias Theodorou   | Decisión (unánime)                     | UFC Fight Night: Iaquinta vs. Cowboy      | 4 de mayo de 2019        | 3     | 5:00   | Ottawa, Ontario                                  |                        |  |
| Derrota   | 18–7   | Israel Adesanya   | TKO (patada a la cabeza y golpes)      | UFC 230                                   | 3 de noviembre de 2018   | 1     | 4:51   | Ciudad de Nueva York, Nueva York                 |                        |  |
| Derrota   | 18–6   | Ronaldo Souza     | TKO (patada a la cabeza y golpes)      | UFC on Fox: Jacaré vs. Brunson 2          | 27 de enero de 2018      | 1     | 3:50   | Charlotte, North Carolina                        |                        |  |
| Victoria  | 18–5   | Lyoto Machida     | KO (golpes)                            | UFC Fight Night: Brunson vs. Machida      | 28 de octubre de 2017    | 1     | 2:30   | Sao Paulo                                        | Actuación de la Noche. |  |
| Victoria  | 17–5   | Dan Kelly         | KO (golpes)                            | UFC Fight Night: Lewis vs. Hunt           | 11 de junio de 2017      | 1     | 1:16   | Auckland                                         |                        |  |
| Derrota   | 16–5   | Anderson Silva    | Decisión (unánime)                     | UFC 208                                   | 11 de febrero de 2017    | 3     | 5:00   | Brooklyn, New York                               |                        |  |
| Derrota   | 16–4   | Robert Whittaker  | TKO (patada a la cabeza y golpes)      | UFC Fight Night: Whittaker vs. Brunson    | 27 de noviembre de 2016  | 1     | 4:07   | Melbourne                                        | Pelea de la Noche.     |  |
| Victoria  | 16–3   | Uriah Hall        | TKO (golpes)                           | UFC Fight Night: Poirier vs. Johnson      | 17 de septiembre de 2016 | 1     | 1:41   | Hidalgo, Texas                                   |                        |  |
| Victoria  | 15–3   | Roan Carneiro     | KO (golpes)                            | UFC Fight Night: Cerrone vs. Oliveira     | 21 de febrero de 2016    | 1     | 2:38   | Pittsburgh, Pennsylvania                         |                        |  |
| Victoria  | 14–3   | Sam Alvey         | TKO (golpes)                           | UFC Fight Night: Teixeira vs. St. Preux   | 8 de agosto de 2015      | 1     | 2:19   | Nashville, Tennessee                             |                        |  |
| Victoria  | 13–3   | Ed Herman         | TKO (golpes)                           | UFC 183                                   | 31 de enero de 2015      | 1     | 0:36   | Las Vegas, Nevada                                |                        |  |
| Victoria  | 12–3   | Lorenz Larkin     | Decisión (unánime)                     | UFC 177                                   | 30 de agosto de 2014     | 3     | 5:00   | Sacramento, California                           |                        |  |
| Derrota   | 11–3   | Yoel Romero       | TKO (codazos al cuerpo)                | UFC Fight Night: Rockhold vs. Philippou   | 15 de enero de 2014      | 3     | 3:23   | Duluth, Georgia                                  | Pelea de la Noche.     |  |
| Victoria  | 11–2   | Brian Houston     | Sumisión (rear naked choke)            | UFC: Fight for the Troops 3               | 6 de noviembre de 2013   | 1     | 0:48   | Fort Campbell, Kentucky                          |                        |  |
| Victoria  | 10–2   | Chris Leben       | Decisión (unánime)                     | UFC 155                                   | 29 de diciembre de 2012  | 3     | 5:00   | Las Vegas, Nevada                                |                        |  |
| Derrota   | 9–2    | Ronaldo Souza     | KO (golpes)                            | Strikeforce: Rousey vs. Kaufman           | 18 de agosto de 2012     | 1     | 0:41   | San Diego, California                            |                        |  |
| Derrota   | 9–1    | Kendall Grove     | Decisión (dividida)                    | ShoFight 20                               | 16 de junio de 2012      | 3     | 5:00   | Springfield, Misuri                              |                        |  |
| Victoria  | 9–0    | Nate James        | Decisión (unánime)                     | Strikeforce Challengers: Britt vs. Sayers | 18 de noviembre de 2011  | 3     | 5:00   | Las Vegas, Nevada                                |                        |  |
| Victoria  | 8–0    | Lumumba Sayers    | Sumisión (rear naked choke)            | Strikeforce: Fedor vs. Henderson          | 30 de julio de 2011      | 1     | 4:33   | Hoffman Estates                                  |                        |  |
| Victoria  | 7–0    | Jeremy Hamilton   | Decisión (unánime)                     | Strikeforce Challengers: Fodor vs. Terry  | 24 de junio de 2011      | 3     | 5:00   | Kent, Washington                                 |                        |  |
| Victoria  | 6–0    | Danny Babcock     | KO (golpe)                             | World Extreme Fighting 45                 | 22 de enero de 2011      | 1     | 1:07   | Jacksonville, Florida, Estados Unidos            |                        |  |
| Victoria  | 5–0    | Rhomez Brower     | Sumisión (golpes)                      | XFP: The Holiday Fight Fest               | 4 de diciembre de 2010   | 1     | 2:27   | Wilmington, Carolina del Norte, Estados Unidos   |                        |  |
| Victoria  | 4–0    | Todd Chattelle    | TKO (golpes)                           | ICE: Fright Night 2010                    | 29 de octubre de 2010    | 1     | 0:14   | Providence, Rhode Island, Estados Unidos         |                        |  |
| Victoria  | 3–0    | Edward Jackson    | KO (golpes)                            | Carolina's Summer Fight Series 3          | 31 de julio de 2010      | 1     | 0:41   | Jacksonville, Carolina del Norte, Estados Unidos |                        |  |
| Victoria  | 2–0    | Chris McNally     | KO (golpes)                            | Carolina's Summer Fight Series 2          | 26 de junio de 2010      | 1     | 1:42   | Wilmington, Carolina del Norte, Estados Unidos   |                        |  |
| Victoria  | 1–0    | John Bryant       | Sumisión (rear naked choke)            | Carolina's Summer Fight Series 1          | 22 de mayo de 2010       | 1     | 0:52   | Wilmington, Carolina del Norte, Estados Unidos   |                        |  |